# Судно зберігання загальних запасів
Судна зберігання загальних запасів - тип допоміжного військового судна, який використовувався у ВМС США під час Другої Світової Війни і деякий час після неї.
Завданням цього типу суден була доставка у райони, де не велись бойові дії, загальних запасів, таких як консерви, туалетний папір, канцтовари і т. д. для кораблів і баз.

## Операції
Судно зберігання загальних запасів знаходилось у безпечній акваторії, а кораблі чи бази, які знаходились у зоні бойових дій, надсилали за потрібним їм вантажем невеликі катери, такі як LCVP. 
Після вичерпання запасів судно могло повернутися у порт за новою партією. або отримати їх зі звичайних торгових суден. 